# General Public Virus
General Public Virus - pejoratywne określenie niektórych wersji licencji copyleft lub General Public License, które wymagają, aby każde narzędzie lub aplikacja zawierająca kod z licencją copyleft lub zlinkowana z biblioteką na licencji GPL były dystrybuowane na tych samych antywłasnościowych warunkach jak GNU. Zatem copyleft niejako "infekuje" oprogramowanie wytworzone na bazie kodu GNU lub zlinkowanych z kodem GNU, które z kolei może "infekować" dalsze oprogramowanie wykorzystujące fragmenty jego kodu. To przekonanie jest zgodne z oficjalnym stanowiskiem Free Software Foundation
Rozpowszechnione podejrzenie, że copyleft jest polem minowym, spowodowało, że wielu programistów i firm unika używania kodu bazującego na licencji GNU.